# 学校法人就実学園
学校法人就実学園（がっこうほうじんしゅうじつがくえん）とは、岡山県岡山市に本部を置く日本の学校法人。

## 概要
『戊申詔書』の本文中の「華ヲ去り實ニ就キ」の漢文表現である「去華就実」を建学の精神としている。「外見の華やかさよりも、内面の知性や社会貢献の能力をまずは身に着けるべき」という意味を込めたもの。

## 設置校
- 就実大学
- 就実短期大学
- 就実中学校・高等学校
- 就実小学校
- 就実こども園（就実大学・就実短期大学附属幼稚園・保育所[4]）

## 沿革
- 1904年（明治37年） - 私立岡山実科女学校が開校。
- 1905年（明治38年） - 私立岡山実科女学校財団が発足。
- 1908年（明治41年） - 本科を私立実科高等女学校に改称し、別に私立岡山実科女学校を設置。
- 1911年（明治44年） - 私立実科高等女学校を就実高等女学校に改称。
- 1942年（昭和17年） - 私立岡山実科女学校を廃止。就実高等女学校を岡山県就実高等女学校に改称。
- 1947年（昭和22年） - 岡山県就実中学校の設置が認可。
- 1948年（昭和23年） - 岡山県就実高等学校の設置が認可。
- 1951年（昭和26年） - 学校法人岡山県就実学園の寄附行為が認可。
- 1953年（昭和28年） - 岡山就実短期大学が開学。
- 1979年（昭和54年） - 就実女子大学が開学。
- 1999年（平成11年） - 就実女子大学大学院を設置。
- 2003年（平成15年） - 就実女子大学を就実大学に改称。
- 2012年（平成24年） - 認定こども園（就実大学・就実短期大学附属幼稚園・保育所）が開園。
- 2015年（平成27年） - 就実小学校が開校。

## 所在地
〒703-8516 岡山県岡山市中区西川原1-6-1